# Monte-Carlo Rolex Masters 2016
Monte-Carlo Rolex Masters 2016 byl profesionální tenisový turnaj mužů, hraný jako součást okruhu ATP World Tour, v areálu Monte Carlo Country Clubu na otevřených antukových dvorcích. Konal se mezi 10. až 17. dubnem 2016 ve francouzském příhraničním městě Roquebrune-Cap-Martin u Monte Carla jako 110. ročník turnaje.
Turnaj se po grandslamu řadi do druhé nejvyšší kategorie okruhu ATP World Tour Masters 1000. Jeho dotace činila 4 094 505 eur a prize money hráčům 3 748 925 eur. Poosmé se oficiálním generálním sponzorem stala švýcarská hodinářská společnost Rolex, jejíž název je součástí pojmenování.
V rámci kategorie Masters 1000 se nejednalo o událost s povinným startem hráčů. Zvláštní pravidla tak upravovaly přidělování bodů a počet hráčů. Z hlediska startujících do soutěže dvouhry a čtyřhry nastoupil počet tenistů obvyklý pro nižší kategorii ATP World Tour 500, zatímco body byly přidělovány podle rozpisu kategorie Masters 1000.
Nejvýše nasazeným hráčem ve dvouhře se stal první tenista světa Novak Djoković ze Srbska, kterého po volném losu ve druhém vyřadil Jiří Veselý, a jenž si tak připsal první výhru nad tenistou elitní světové desítky. Jako poslední přímý účastník do hlavní singlové soutěže nastoupil 61. španělský hráč žebříčku Nicolás Almagro. Po více než dvouměsíční přestávce způsobené zraněním kolena se na okruh vrátil třetí muž klasifikace Roger Federer.

## Rozdělení bodů a finančních odměn

### Rozdělení bodů
| Soutěž  | vítězové | finalisté | semifinalisté | čtvrtfinalisté | 16 v kole | 32 v kole | 64 v kole | Q  | Q2 | Q1 |
| ------- | -------- | --------- | ------------- | -------------- | --------- | --------- | --------- | -- | -- | -- |
| dvouhra | 1000     | 600       | 360           | 180            | 90        | 45        | 10        | 25 | 16 | 0  |
| čtyřhra | 1000     | 600       | 360           | 180            | 90        | 45        | 0         |    |    |    |

### Finanční odměny
| Soutěž                                | vítězové  | finalisté | semifinalisté | čtvrtfinalisté | 16 v kole | 32 v kole | 64 v kole | Q2      | Q1      |
| ------------------------------------- | --------- | --------- | ------------- | -------------- | --------- | --------- | --------- | ------- | ------- |
| dvouhra                               | 717 315 € | 351 715 € | 177 015 €     | 90 010 €       | 46 740 €  | 24 640 €  | 13 305 €  | 3 065 € | 1 565 € |
| čtyřhra                               | 222 150 € | 108 750 € | 54 550 €      | 28 000 €       | 14 470 €  | 7 640 €   | —         | —       | —       |
| částky ve čtyřhře jsou uvedeny na pár |           |           |               |                |           |           |           |         |         |

## Dvouhra mužů

### Nasazení
| Stát                         | Hráč                  | ATP | Nasazení |
| ---------------------------- | --------------------- | --- | -------- |
| Srbsko                       | Novak Djoković        | 1.  | 1.       |
| Spojené království           | Andy Murray           | 2.  | 2.       |
| Švýcarsko                    | Roger Federer         | 3.  | 3.       |
| Švýcarsko                    | Stan Wawrinka         | 4.  | 4.       |
| Španělsko                    | Rafael Nadal          | 5.  | 5.       |
| Česko                        | Tomáš Berdych         | 7.  | 6.       |
| Španělsko                    | David Ferrer          | 8.  | 7.       |
| Francie                      | Jo-Wilfried Tsonga    | 9.  | 8.       |
| Francie                      | Richard Gasquet       | 10. | 9.       |
| Kanada                       | Milos Raonic          | 12. | 10.      |
| Belgie                       | David Goffin          | 13. | 11.      |
| Rakousko                     | Dominic Thiem         | 14. | 12.      |
| Francie                      | Gaël Monfils          | 16. | 13.      |
| Španělsko                    | Roberto Bautista Agut | 17. | 14.      |
| Francie                      | Gilles Simon          | 19. | 15.      |
| Francie                      | Benoît Paire          | 22. | 16.      |
| Žebříček ATP k 4. dubnu 2016 |                       |     |          |

### Jiné formy účasti
Následující hráčí obdrželi divokou kartu do hlavní soutěže:
- Marco Cecchinato
- Lucas Pouille
- nahradil jej
- Fernando Verdasco

Následující hráči postoupili z kvalifikace:
- Taró Daniel
- Damir Džumhur
- Daniel Gimeno Traver
- Pierre-Hugues Herbert
- Filip Krajinović
- Stéphane Robert
- Jan-Lennard Struff

Následující hráči postoupil z kvalifikace jako tzv. šťastný poražený:
- Marcel Granollers[1]

#### Odhlášení
před zahájením turnajem
- Marin Čilić → nahradil jej Iñigo Cervantes Huegun
- David Ferrer[1] → nahradil jej Marcel Granollers
- Tommy Haas → nahradil jej Alexander Zverev
- Martin Kližan → nahradil jej Nicolás Almagro
- Tommy Robredo → nahradil jej Adrian Mannarino
- Bernard Tomic → nahradil jej Robin Haase

## Mužská čtyřhra

### Nasazení
| Nizozemsko                                                                            | Jean-Julien Rojer      | Rumunsko | Horia Tecău      | 7.  | 1. |
| Chorvatsko                                                                            | Ivan Dodig             | Brazílie | Marcelo Melo     | 11. | 2. |
| Francie                                                                               | Pierre-Hugues Herbert  | Francie  | Nicolas Mahut    | 11. | 3. |
| Spojené království                                                                    | Jamie Murray           | Brazílie | Bruno Soares     | 13. | 4. |
| USA                                                                                   | Bob Bryan              | USA      | Mike Bryan       | 15. | 5. |
| Indie                                                                                 | Rohan Bopanna          | Rumunsko | Florin Mergea    | 24. | 6. |
| Francie                                                                               | Édouard Roger-Vasselin | Srbsko   | Nenad Zimonjić   | 33. | 7. |
| Polsko                                                                                | Łukasz Kubot           | Polsko   | Marcin Matkowski | 45. | 8. |
| Žebříček ATP k 4. dubnu 2016; číslo je součtem žebříčkového postavení obou členů páru |                        |          |                  |     |    |

### Jiné formy účasti
Následující páry obdržely divokou kartu do hlavní soutěže:
- Fabio Fognini /  Paolo Lorenzi
- Rafael Nadal /  Fernando Verdasco

### Odhlášení
v průběhu turnaje
- Fernando Verdasco (zranění lýtka)

## Přehled finále

### Mužská dvouhra
- Rafael Nadal vs.  Gaël Monfils, 7–5, 5–7, 6–0

### Mužská čtyřhra
- Pierre-Hugues Herbert /  Nicolas Mahut vs.  Jamie Murray /  Bruno Soares, 4–6, 6–0, [10–6]